# Matt Stinchcomb
Matthew Douglass Stinchcomb (Atlanta, 3 giugno 1977) è un ex giocatore di football americano statunitense che ha militato nel ruolo di offensive tackle nella National Football League.

## Biografia
All'università, Stinchcomb giocò a football a Georgia dove fu premiato per due volte come All-American. Fu selezionato come 18º assoluto nel Draft NFL 1999 dagli Oakland Raiders senza però riuscire a togliere il ruolo di titolare a Barry Sims, il giocatore per cui era stato scelto come sostituto, come tackle sinistro. Fu spostato perciò in diversi ruoli della linea offensiva, sia come guardia che come centro. Nel 2004 passò ai Tampa Bay Buccaneers dove, nell'unica stagione priva di infortuni che disputò con la squadra, fu la guardia destra titolare.

## Palmarès
- American Football Conference Championship: 1

Oakland Raiders: 2002

## Statistiche
| Partite             | 65 |
| Partite da titolare | 36 |